# 김영주 (1954년)
김영주(金永柱, 1954년 8월 26일 ~ )는 대한민국의 정치인이다. 본관은 경주이며, 경상남도 진주 출생이다.

## 주요 전력
부산광역시의원을 지내고, 자유선진당 비례대표로 제19대 국회의원이 되었다가 법원에서 비례대표 공천대가로 공직선거법 위반 혐의로 징역 10월의 실형을 선고받고 당선무효가 되어 의원직을 상실되었다.

## 역대 선거 결과
|  | 66.9% |

|  | 62.21% |

|  | 6.84% |

|  | 3.23% |